# McCarthy (popband)
McCarthy är ett brittiskt politiskt indiepopband som bildades 1984 och splittrades 1990.
McCarthy bildades av Malcolm Eden (sång, gitarr), Tim Gane (gitarr), John Williamson (basgitarr) och Gary Baker (trummor). Från början spelade de mest Buzzcocks-covers, men började till slut skriva egna låtar, med Edens ilskna, vänsterpolitiska texter som kontrast mot musikens ofta ganska medryckande ton. 
1985 släppte bandet sin första egenfinansierade singel, "In Purgatory", och året därpå kom deras kanske mest kända singel, "Red Sleeping Beauty", som var en poetisk kommentar mot Thatcher-regimen i England. De följande åren släppte McCarthy tre album (I Am a Wallet, The Enraged Will Inherit the Earth och Banking, Violence and the Inner Life Today), plus ett antal singlar och EP. Under en konsert i Paris 1988 träffar bandet Lætitia Sadier, som blir tillsammans med Gane. Hon kommer sedan med i bandet lagom till sista albumet, där hon sjunger på ett par låtar. När bandet splittras 1990 bildar hon tillsammans med Gane bandet Stereolab, och dessutom skivbolaget Duophonic som skulle komma att ge ut Malcolm Edens soloprojekt Herzfeld i början av 1990-talet.
McCarthys blandning av indiepop och politik har gjort dem omtalade i genren, och har även varit en influens för många band, däribland Manic Street Preachers, som även spelat in två av bandets låtar, "Charles Windsor" och "We Are All Bourgeois Now".

## Diskografi
Album
- I Am a Wallet (September Records 1987)
- A La Guillotine !  (Samling med de första singlarna, Tuesday Records 1987)
- The Enraged Will Inherit the Earth (Midnight Music 1989)
- Banking, Violence and the Inner Life Today (Midnight Music 1990)
- That's all very well, but... - The Best of (Cherry Red 1996)
- I Am a Wallet (Återutgivning med bonusspår, Cherry Red Records 2007)

EPs
- Red Sleeping Beauty (Pink Label 1986)
- Frans Hals (Pink Label 1987)
- The Well of Loneliness (Pink Label 1987)
- This Nelson Rockefeller (Midnight Music 1988)
- McCarthy at War (Midnight Music 1989)
- Get a Knife Between Your Teeth (Midnight Music 1990)

Singlar
- "In Purgatory" (maxi-singel) (Wall Of Salmon 1985)
- "Should the Bible Be Banned?" (maxi-singel) (Midnight Music 1988)
- "Keep an Open Mind, or Else" (Midnight Music 1989)